# INSAT-3DR
O INSAT-3DR é um satélite de comunicação geoestacionário indiano que foi construído e também é operado pela Organização Indiana de Pesquisa Espacial (ISRO). O satélite foi baseado na plataforma Insat-2/-3 Bus e sua expectativa de vida útil é de 10 anos.

## Lançamento
O satélite foi lançado com sucesso ao espaço no dia 8 de setembro de 2016, às 11:20 UTC, por meio de um veículo GSLV Mk.2 a partir do Centro Espacial de Satish Dhawan, na Índia. Ele tinha uma massa de lançamento de 2.011 kg.